# 晉穆侯
晉穆侯（？—前785年），姬姓，名費王，一名弗生、晞王、费壬，是西周諸侯國晉國的第九任統治者，在位27年，於前785年去世。

## 生平
穆侯四年，取齊女姜氏為夫人。七年，伐條。生太子仇。十年，伐千畝，有功。生少子成師。晋人师服认为嫡长子与庶子取的名字正相反，晋国迟早会出大乱。
穆侯去世後，其弟殤叔自立，太子仇出奔。
穆侯之孫韓萬，乃战国七雄的韩国的先祖。
晋穆侯与其二位夫人的墓葬已出土，且其次夫人杨姞有象征兵权的牙璋随葬，疑为女将。

## 家庭
- 夫人：姜氏，齐国人，前808年嫁给晋穆侯，前805年，生太子仇
- 夫人：杨姞，出土有杨姞壶
- 子：太子仇，即晉文侯；少子成師，即曲沃桓叔